# Presidente da Junta da Galiza
Presidente da Junta da Galiza (em galego: Presidente da Xunta de Galicia) é o chefe do poder executivo da Galiza, ostentando a suprema representação da Comunidade Autônoma e a ordinária do Estado na Galiza. O atual presidente é Alfonso Rueda.
O candidato é eleito pelo Parlamento da Galiza, por maioria absoluta, dentre os seus membros e é nomeado pelo Rei. A eleição acontece após o presidente do Parlamento propor o seu nome ante o plenário, depois de consultar os partidos que obtiveram representação na Câmara.
A sede da Presidência se encontra no Paço de Raxoi, situado na Praça do Obradoiro, em Santiago de Compostela. Sua residência oficial é o Palácio de Monte Pío.

## Atribuições
Suas atribuições estão regulamentadas pela Lei da Galiza 1/1983, de 22 de fevereiro, baseando-se no artigo 16.4 do Estatuto de Autonomia de Galiza. São elas:
- Representar a Comunidade Autônoma da Galiza em suas relações com outras instituições do Estado.
- Celebrar convênios e acordos de cooperação com outras Comunidades Autônomas.
- Convocar eleições ao Parlamento da Galiza após sua dissolução.
- Promulgar em nome do Rei as leis da Galiza, assim como, em seu caso, os Decretos Legislativos e ordenar sua publicação no Diário Oficial da Galiza.
- Como representante ordinário do Estado na Galiza, corresponde ao Presidente da Junta manter relações com a delegação do Governo com objetivo de uma melhor coordenação das atividades do Estado na Galiza e nas da Comunidade Autônoma.
- Ordenar a publicação no Diário Oficial da Galiza do nomeamento do presidente do Tribunal Superior de Justiça, e das leis e decretos legislativos da Galiza no Boletim Oficial do Estado.
- Dirigir e coordenar as atividades da Junta.

## Direitos
O presidente da Junta possui determinados direitos, também conferidos pela Lei da Galiza 1/1983, que são:
- A preeminência que lhe corresponde, como alta representação da Comunidade Autônoma e da ordinária do Estado na Galiza.
- Que lhe sejam rendidos as honras que lhe correspondem com vista ao que estabelece a legalidade vigente e de acordo com a Comunidade Autônoma.
- Receber o tratamento de Excelência.
- Utilizar a bandeira da Galiza como guião.
- Ocupar a residência oficial que se estabeleça, com a correspondente dotação de pessoal e serviços
- Receber a remuneração e gastos de representação que se estabeleçam pelo parlamento da Galiza e figurem nos pressupostos gerais da Comunidade Autônoma.
- Receber com caráter vitalício o tratamento de Excelentíssimo Senhor e as honras protocolares e precedências estabelecidas na legislação vigente e na que, em seu caso, dite a Comunidade Autônoma.
- Ser membro permanente do Conselho Consultivo da Galiza.

## Lista de Presidentes da Galiza
| Presidente | Presidente | Presidente | Presidente              | Local de Nascimento                          | Início do mandato             | Fim do mandato                            | Partido                | Legislatura                         | Legislatura                         | Legislatura                          | Legislatura                          | Legislatura                          |
| ---------- | ---------- | ---------- | ----------------------- | -------------------------------------------- | ----------------------------- | ----------------------------------------- | ---------------------- | ----------------------------------- | ----------------------------------- | ------------------------------------ | ------------------------------------ | ------------------------------------ |
| 1          |            |            | Antonio Rosón Pérez     | Becerreá, Província de Lugo                  | 13 de julho de 1977           | 9 de junho de 1979                        | Centrista              | Pré-autonomia                       | Pré-autonomia                       | Pré-autonomia                        | Pré-autonomia                        | Pré-autonomia                        |
| 2          |            |            | José Quiroga Suárez     | Petín, Província de Ourense                  | 9 de junho de 1979            | 22 de janeiro de 1982                     | Centrista              | Pré-autonomia                       | Pré-autonomia                       | Pré-autonomia                        | Pré-autonomia                        | Pré-autonomia                        |
| 3          |            |            | Xerardo Fernandez Albor | Santiago de Compostela, Província da Corunha | 22 de janeiro de 1982         | 26 de setembro de 1987 (moção de censura) | Popular                | I (1989)                            |                                     | Maioria simples AP (Apoiado por UCD) | Maioria simples AP (Apoiado por UCD) | Maioria simples AP (Apoiado por UCD) |
| 3          | II (1993)  |            | Xerardo Fernandez Albor | Santiago de Compostela, Província da Corunha | 22 de janeiro de 1982         | 26 de setembro de 1987 (moção de censura) | Popular                | Maioria simples AP (Apoiado por CG) | Maioria simples AP (Apoiado por CG) | Maioria simples AP (Apoiado por CG)  |                                      |                                      |
| 4          | II (1993)  |            |                         | Fernando González Laxe                       | Corunha, Província da Corunha | 26 de setembro de 1987 (moção de censura) | 5 de fevereiro de 1990 | Socialista                          |                                     |                                      |                                      | Coalición PSdeG+CG+PNG-PG            |
| 5          |            |            | Manuel Fraga Iribarne   | Vilalba, Província de Lugo                   | 5 de fevereiro de 1990        | 2 de agosto de 2005                       | Popular                | III (1989)                          |                                     | Maioria absoluta PPdeG               | Maioria absoluta PPdeG               | Maioria absoluta PPdeG               |
| 5          | IV (1993)  |            | Manuel Fraga Iribarne   | Vilalba, Província de Lugo                   | 5 de fevereiro de 1990        | 2 de agosto de 2005                       | Popular                | Maioria absoluta PPdeG              | Maioria absoluta PPdeG              | Maioria absoluta PPdeG               |                                      |                                      |
| 5          | V ([[1997) |            | Manuel Fraga Iribarne   | Vilalba, Província de Lugo                   | 5 de fevereiro de 1990        | 2 de agosto de 2005                       | Popular                | Maioria absoluta PPdeG              | Maioria absoluta PPdeG              | Maioria absoluta PPdeG               |                                      |                                      |
| 5          | VI (2001)  |            | Manuel Fraga Iribarne   | Vilalba, Província de Lugo                   | 5 de fevereiro de 1990        | 2 de agosto de 2005                       | Popular                | Maioria absoluta PPdeG              | Maioria absoluta PPdeG              | Maioria absoluta PPdeG               |                                      |                                      |
| 6          |            |            | Emilio Pérez Touriño    | Corunha, Província da Corunha                | 2 de agosto de 2005           | 16 de abril de 2009                       | Socialista             | VII (2005)                          |                                     |                                      | Coalición PSdeG+BNG                  | Coalición PSdeG+BNG                  |
| 7          |            |            | Alberto Núñez Feijóo    | Ourense, Província de Ourense                | 16 de abril de 2009           | 14 de maio de 2022                        | Popular                | VIII (2009)                         |                                     | Maioria absoluta PPdeG               | Maioria absoluta PPdeG               | Maioria absoluta PPdeG               |
| 7          | IX (2012)  |            | Alberto Núñez Feijóo    | Ourense, Província de Ourense                | 16 de abril de 2009           | 14 de maio de 2022                        | Popular                | Maioria absoluta PPdeG              | Maioria absoluta PPdeG              | Maioria absoluta PPdeG               |                                      |                                      |
| 7          | X (2016)   |            | Alberto Núñez Feijóo    | Ourense, Província de Ourense                | 16 de abril de 2009           | 14 de maio de 2022                        | Popular                | Maioria absoluta PPdeG              | Maioria absoluta PPdeG              | Maioria absoluta PPdeG               |                                      |                                      |
| 8          |            |            | Alfonso Rueda           | Pontevedra, Província de Pontevedra          | 14 de maio de 2022            | No cargo                                  | Popular                | XI (2020)                           |                                     | Maioria absoluta PPdeG               | Maioria absoluta PPdeG               | Maioria absoluta PPdeG               |